# Eduardo Augusto Arala Chaves
Eduardo Augusto Arala Chaves GCC • GCIH (Ovar, Ovar, 25 de Maio de 1914 – Lisboa, 22 de dezembro de 1992) foi um magistrado português.

## Biografia
Filho de Pedro Virgolino Ferraz Chaves e de sua mulher Maria Adelaide Estêvão Arala.
Licenciado em Direito pela Faculdade de Direito da Universidade de Lisboa em 1937, foi Juiz Desembargador do Tribunal da Relação de Lisboa, Juiz Conselheiro do Supremo Tribunal de Justiça de Portugal e 7.º ou 19.º Procurador-Geral da República de Portugal de 2 de Abril de 1977 a 25 de Maio de 1984.
A 30 de Junho de 1982 foi agraciado com a Grã-Cruz da Ordem do Infante D. Henrique e a 4 de Julho de 1984 foi agraciado com a Grã-Cruz da Ordem Militar de Cristo.